# Paul MacDonald
Paul MacDonald (8 janvier 1960 à Auckland), éduqué au Sacred Heart College, est un kayakiste néo-zélandais pratiquant la course en ligne.
Il remporte trois titres olympiques ainsi que trois titres mondiaux.